# Organisation professionnelle des transports d'Île-de-France
L'Organisation professionnelle des transports d’Île-de-France (Optile) est une association française regroupant l’ensemble des entreprises privées exploitant des lignes d'autobus régulières inscrites au plan de transport de la région d’Île-de-France et qui composent le réseau de bus organisé par Île-de-France Mobilités, en dehors du réseau de la Régie autonome des transports parisiens (RATP).
Alors que les lignes de bus de la RATP desservent Paris et sa petite couronne, celles des entreprises de l’Optile desservent essentiellement la moyenne et la grande couronne.

## Histoire
L'Organisation professionnelle des transports d'Île-de-France est née en octobre 2000, de la fusion de l'Association professionnelle des transporteurs routiers (APTR) et de l'Association pour le développement et l'amélioration des transports en région Île-de-France (ADATRIF).
L'APTR regroupait les entreprises indépendantes tandis que l'ADATRIF regroupait les entreprises appartenant aux grands groupes de transport de l'époque, tels que Via-GTI, Connex ou la Compagnie générale d'entreprises automobiles (CGEA).

## L'association

### Présentation
L’Optile est une association loi de 1901 qui a pour mission d’assurer la gestion administrative des lignes régulières exploitées par ses adhérents, c’est-à-dire par l’ensemble des entreprises privées de transport de voyageurs en Île-de-France. Les adhérents comptent des entreprises familiales historiquement implantées en Île-de-France et de grands groupes de dimension internationale comme Keolis ou Transdev. Ils exercent du transport public sur des lignes régulières urbaines et interurbaines, du transport scolaire et/ou du transport spécialisé, c’est-à-dire du transport privé, comme du transport à la demande, du transport de personnes à mobilité réduite ou du transport occasionnel.
Elle représente aussi ses entreprises adhérentes auprès des organismes chargés de transports dans la région, de coordonner ses actions, améliorer ses réseaux. L’Optile est l’intermédiaire entre les transporteurs et l’autorité organisatrice des transports franciliens, Île-de-France Mobilités car elle gère l’ensemble des recettes réalisées sur les lignes régulières faisant l’objet d’une compensation avec elle-même, soit plus de 460 millions d’euros par an. Cette association doit permettre d’assurer la pérennité économique de ses entreprises adhérentes.

### Membres
Bien qu’il y ait des entreprises familiales indépendantes dans l’association, la majorité des autres entreprises appartiennent à l’un des deux groupes de dimension internationale : Keolis ou Transdev.
Liste des 80 transporteurs membres,, qui sont détaillés ci-dessous, en tenant compte des changements liés à l'ouverture à la concurrence début 2021.

#### Keolis
Le groupe Keolis est un opérateur européen privé du transport public de voyageurs, né de la fusion des groupes Cariane et Via GTI en 2001 qui figure parmi les acteurs les plus importants du transport public en Europe.
En Île-de-France, Keolis, à travers ses filiales, exploite des réseaux de bus, le service PAM ainsi que des lignes de tramway, tram-train et train.

#### Francilité (Lacroix & SAVAC)
La Compagnie française des transports régionaux (CFTR) est un opérateur présent en Île-de-France via deux sociétés : le groupe Lacroix et les services automobiles de la vallée de Chevreuse (SAVAC). Ces deux sociétés sont associées au sein du « Groupement Lacroix & SAVAC » sous le nom « Francilité ».

#### Transdev
Le groupe Transdev est présent dans 28 pays, sur les cinq continents, et constitue le référent mondial du transport collectif de voyageurs. Il résulte de la fusion de Veolia Transport, marque transport du groupe Veolia, opérateur privé de transport public local, présent dans plus d’une trentaine d’agglomérations de plus d’un million d’habitants, et de Transdev, quatrième opérateur privé de transport public local, leader mondial de l’exploitation de tramway et leader européen du transport à la demande.
En Île-de-France, Transdev, à travers ses filiales, exploite, entre autres, les réseaux : Transdev Marne-la-Vallée avec le réseau de bus de Marne-la-Vallée, Transdev Coteaux de la Marne avec le réseau de bus Marne et Seine, STBC avec Apolo 7, Transdev TRA et les navettes Magical Shuttle pour la desserte de Disneyland Paris.

#### RATP Cap Île-de-France
En Île-de-France, RATP Cap Île-de-France, à travers ses filiales, exploitent différents réseaux :

#### Autres exploitants
Il existe aussi des entreprises indépendantes ou familiales.

### Matériel roulant

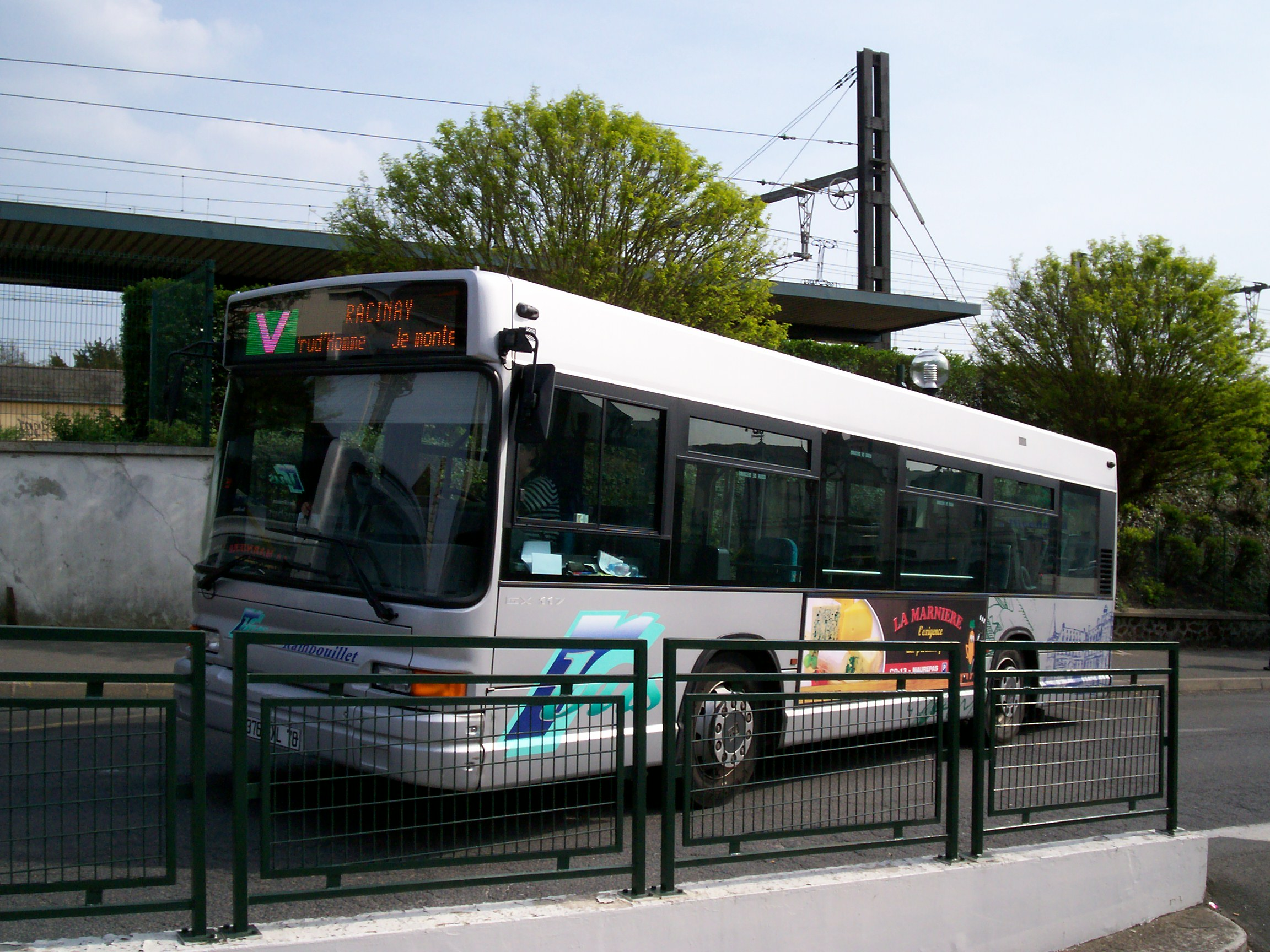
Un Heuliez GX 117.

Le service d'une partie des lignes opérées par les opérateurs membres de l'Optile est assuré par des autobus. Ainsi, en Île-de-France, on peut trouver, par exemple, des Heuliez (GX 127, GX 137, GX 327, GX 427…), des Irisbus Citelis (Citelis 12, Citelis Line, Citelis 18), des Iveco Urbanway (Urbanway 12, Urbanway 18) ou des Mercedes-Benz Citaro (Citaro 12m, Citaro G…).
Sur les autres lignes, le service est assuré par des autocars. Ainsi, en Île-de-France, on peut trouver, par exemple, des Irisbus Crossway ; Setra…